# Ralph Staub
Pour les articles homonymes, voir Staub.
Ralph Staub est un réalisateur, producteur, scénariste et acteur américain né le 21 juillet 1899 à Chicago, Illinois (États-Unis), mort le 22 octobre 1969.

## Filmographie

### comme Réalisateur
- 1930 : Screen Snapshots Series 9, No. 11
- 1930 : Screen Snapshots Series 9, No. 13
- 1930 : Screen Snapshots Series 9, No. 12
- 1930 : Screen Snapshots Series 9, No. 14
- 1930 : Screen Snapshots Series 9, No. 18
- 1930 : Screen Snapshots Series 9, No. 20
- 1930 : Screen Snapshots Series 9, No. 22
- 1930 : Screen Snapshots Series 9, No. 21
- 1930 : Screen Snapshots Series 9, No. 24
- 1930 : Screen Snapshots Series 9, No. 23
- 1930 : Screen Snapshots Series 10, No. 1
- 1930 : Screen Snapshots Series 10, No. 3
- 1930 : Screen Snapshots Series 10, No. 5
- 1931 : Screen Snapshots Series 10, No. 6
- 1932 : Screen Snapshots
- 1932 : Screen Snapshots
- 1933 : The Entertainer
- 1934 : What, No Men!
- 1934 : Show Kids
- 1934 : Mushrooms
- 1934 : Very Close Veins
- 1934 : Corn on the Cop
- 1934 : Art Trouble
- 1934 : My Mummy's Arms
- 1934 : Daredevil O'Dare
- 1935 : Keystone Hotel (en)
- 1935 : A Trip Thru a Hollywood Studio
- 1935 : Screen Snapshots Series 14, No. 6
- 1935 : Gypsy Sweetheart
- 1935 : Springtime in Holland
- 1935 : Romance of the West
- 1935 : Okay, José
- 1936 : Lonesome Trailer
- 1936 : Carnival Day
- 1936 : King of the Islands
- 1936 : Sitting on the Moon
- 1936 : Country Gentlemen
- 1936 : The Mandarin Mystery
- 1937 : Join the Marines
- 1937 : Navy Blues
- 1937 : Affairs of Cappy Ricks
- 1937 : Meet the Boyfriend (en)
- 1937 : Mama Runs Wild
- 1938 : Personality Parade
- 1938 : Screen Snapshots Series 17, No. 9: Studio Talent Parade
- 1938 : Prairie Moon (en)
- 1938 : Western Jamboree (en)
- 1939 : Screen Snapshots Series 18, No. 9: Stars on Horseback
- 1939 : Screen Snapshots Series 18, No. 10: Stars at a Charity Ball
- 1939 : Swing Hotel
- 1939 : Boy Meets Joy
- 1939 : Chip of the Flying U
- 1940 : Yukon Flight
- 1940 : Danger Ahead
- 1940 : Screen Snapshots: Seeing Hollywood
- 1940 : Screen Snapshots Series 19, No. 5: Hollywood at Home
- 1940 : Screen Snapshots Series 19, No. 6
- 1940 : Sky Bandits (en)
- 1941 : Screen Snapshots Series 21, No. 1
- 1941 : Screen Snapshots Series 21, No. 2
- 1941 : Screen Snapshots Series 21, No. 4
- 1942 : Screen Snapshots Series 21, No. 6
- 1943 : Screen Snapshots Series 23, No. 1: Hollywood in Uniform
- 1944 : Screen Snapshots Series 24, No. 3
- 1945 : Screen Snapshots 25th Anniversary
- 1945 : Screen Snapshots Series 25, No. 2: Radio Shows
- 1945 : Screen Snapshots Series 25, No. 3: Fashions and Rodeo
- 1945 : Screen Snapshots Series 25, No. 4: Hollywood Celebrations
- 1946 : Screen Snapshots Series 25, No. 5: Movie Stuntmen and Doubles
- 1946 : Screen Snapshots Series 25, No. 6: Wendell Niles and Don Prindle Show
- 1946 : Screen Snapshots Series 25, No. 7: Hollywood Victory Show
- 1946 : Screen Snapshots Series 25, No. 8: Looking Back
- 1946 : Screen Snapshots Series 25, No. 9: The Judy Canova Radio Show
- 1946 : Screen Snapshots Series 25, No. 10: Famous Fathers and Sons
- 1946 : Screen Snapshots No. 1: Radio Characters
- 1946 : Screen Snapshots No. 2: Looking Down on Hollywood
- 1946 : Screen Snapshots: The Skolsky Party
- 1947 : Screen Snapshots No. 5
- 1947 : Screen Snapshots No. 6
- 1947 : Screen Snapshots: Holiday in Las Vegas
- 1947 : Screen Snapshots: My Pal, Ringeye
- 1947 : Screen Snapshots: Famous Hollywood Mothers
- 1947 : Screen Snapshots: Hollywood Cowboys
- 1947 : Screen Snapshots: Laguna, U.S.A.
- 1947 : Screen Snapshots Series 27, No. 3: Out of This World Series
- 1947 : Screen Snapshots: Off the Air
- 1948 : A Lass in Alaska
- 1948 : Screen Snapshots: Hollywood Holiday
- 1949 : Screen Snapshots: Vacation at Del Mar
- 1949 : Screen Snapshots: Hollywood's Happy Homes
- 1949 : Screen Snapshots: Spin That Platter
- 1949 : Screen Snapshots: Motion Picture Mothers, Inc.
- 1949 : Screen Snapshots: Disc Jockeys, U.S.A
- 1949 : Screen Snapshots: Hollywood Rodeo
- 1950 : Screen Snapshots: The Great Showman
- 1950 : Screen Snapshots: Famous Cartoonists
- 1950 : Screen Snapshots: Hollywood Ice Capades Premiere
- 1950 : Screen Snapshots: Hollywood's Famous Feet
- 1950 : Screen Snapshots: Thirtieth Anniversary Special
- 1950 : Screen Snapshots: Hollywood Goes to Bat
- 1951 : Screen Snapshots: Reno's Silver Spur Awards
- 1951 : Screen Snapshots: Hollywood Memories
- 1951 : Screen Snapshots: Hollywood Awards
- 1951 : Screen Snapshots: Hollywood Pie Throwers
- 1951 : Screen Snapshots: The Great Director
- 1951 : Screen Snapshots: Jimmy McHugh's Song Party
- 1951 : Screen Snapshots: Hopalong in Hoppy Land
- 1951 : Screen Snapshots: Hollywood Goes Western
- 1952 : Screen Snapshots: Memories of Famous Hollywood Comedians
- 1952 : Screen Snapshots: Meet Mr. Rhythm, Frankie Laine
- 1952 : Screen Snapshots: Hollywood's Mr. Movies
- 1952 : Screen Snapshots: Hollywood Night Life
- 1952 : Screen Snapshots: Memorial to Al Jolson
- 1952 : Screen Snapshots: Fun in the Sun
- 1953 : Screen Snapshots: Spike Jones in Hollywood
- 1953 : Screen Snapshots: Mickey Rooney - Then and Now
- 1953 : Screen Snapshots: Ha! Ha! From Hollywood
- 1953 : Screen Snapshots: Out West in Hollywood
- 1953 : Screen Snapshots: Hollywood's Greatest Comedians
- 1953 : Screen Snapshots: Hollywood's Pair of Jacks
- 1953 : Screen Snapshots: Hollywood Stunt Men
- 1953 : Screen Snapshots: Hollywood Laugh Parade
- 1953 : Screen Snapshots: Men of the West
- 1953 : Screen Snapshots: Hollywood's Great Entertainers
- 1954 : Screen Snapshots: Memories in Uniform
- 1954 : Screen Snapshots: Hollywood Stars to Remember
- 1954 : Screen Snapshots: Hollywood Goes to Mexico
- 1954 : Screen Snapshots: Hula from Hollywood
- 1954 : Screen Snapshots: Hollywood's Invisible Man
- 1954 : Screen Snapshots Series 33, No. 10: Hollywood Grows Up
- 1954 : Screen Snapshots: Hollywood Stars on Parade
- 1954 : Screen Snapshots: Hollywood Life
- 1955 : Screen Snapshots Series 34, No. 6: Hollywood Shower of Stars
- 1955 : Screen Snapshots: Hollywood Cowboy Stars
- 1955 : Screen Snapshots: Hollywood Plays Golf
- 1955 : Screen Snapshots: Hollywood Beauty
- 1955 : Screen Snapshots: The Great Al Jolson
- 1955 : Screen Snapshots: Hollywood Bronc Busters
- 1955 : Screen Snapshots: Hollywood Premiere
- 1955 : Screen Snapshots: Ramblin' Round Hollywood
- 1956 : Fabulous Hollywood
- 1956 : Screen Snapshots: Playtime in Hollywood
- 1956 : Screen Snapshots: Hollywood Small Fry
- 1956 : Screen Snapshots: Hollywood, City of Stars
- 1957 : Screen Snapshots: Hollywood Star Night
- 1957 : The Heart of Show Business
- 1957 : Hollywood Glamour on Ice
- 1958 : Glamorous Hollywood
- 1958 : Rock 'Em Cowboy

### comme Producteur
- 1932 : Screen Snapshots
- 1932 : Screen Snapshots
- 1937 : Mama Runs Wild
- 1938 : Personality Parade
- 1938 : Screen Snapshots Series 17, No. 9: Studio Talent Parade
- 1939 : Screen Snapshots Series 18, No. 9: Stars on Horseback
- 1940 : Screen Snapshots: Seeing Hollywood
- 1940 : Screen Snapshots Series 19, No. 5: Hollywood at Home
- 1940 : Screen Snapshots Series 19, No. 6
- 1941 : Screen Snapshots Series 21, No. 1
- 1941 : Screen Snapshots Series 21, No. 2
- 1941 : Screen Snapshots Series 21, No. 4
- 1942 : Screen Snapshots Series 21, No. 6
- 1943 : Screen Snapshots Series 23, No. 1: Hollywood in Uniform
- 1944 : Screen Snapshots Series 24, No. 3
- 1944 : 50th Anniversary of Motion Pictures
- 1945 : Screen Snapshots 25th Anniversary
- 1945 : Screen Snapshots Series 25, No. 2: Radio Shows
- 1945 : Screen Snapshots Series 25, No. 3: Fashions and Rodeo
- 1945 : Screen Snapshots Series 25, No. 4: Hollywood Celebrations
- 1946 : Screen Snapshots Series 25, No. 5: Movie Stuntmen and Doubles
- 1946 : Screen Snapshots Series 25, No. 6: Wendell Niles and Don Prindle Show
- 1946 : Screen Snapshots Series 25, No. 8: Looking Back
- 1946 : Screen Snapshots Series 25, No. 10: Famous Fathers and Sons
- 1946 : Screen Snapshots No. 1: Radio Characters
- 1946 : Screen Snapshots No. 2: Looking Down on Hollywood
- 1946 : Screen Snapshots: The Skolsky Party
- 1947 : Screen Snapshots No. 5
- 1947 : Screen Snapshots: Holiday in Las Vegas
- 1947 : Screen Snapshots: My Pal, Ringeye
- 1947 : Screen Snapshots: Famous Hollywood Mothers
- 1947 : Screen Snapshots: Hollywood Cowboys
- 1947 : Screen Snapshots: Laguna, U.S.A.
- 1947 : Screen Snapshots Series 27, No. 3: Out of This World Series
- 1947 : Screen Snapshots: Off the Air
- 1948 : A Lass in Alaska
- 1948 : Screen Snapshots: Hollywood Holiday
- 1949 : Screen Snapshots: Vacation at Del Mar
- 1949 : Screen Snapshots: Hollywood's Happy Homes
- 1949 : Screen Snapshots: Spin That Platter
- 1949 : Screen Snapshots: Motion Picture Mothers, Inc.
- 1949 : Screen Snapshots: Disc Jockeys, U.S.A
- 1949 : Screen Snapshots: Hollywood Rodeo
- 1950 : Screen Snapshots: The Great Showman
- 1950 : Screen Snapshots: Hollywood Ice Capades Premiere
- 1950 : Screen Snapshots: Hollywood's Famous Feet
- 1950 : Screen Snapshots: Thirtieth Anniversary Special
- 1950 : Screen Snapshots: Hollywood Goes to Bat
- 1951 : Screen Snapshots: Reno's Silver Spur Awards
- 1951 : Screen Snapshots: Hollywood Memories
- 1951 : Screen Snapshots: Hollywood Awards
- 1951 : Screen Snapshots: Hollywood Pie Throwers
- 1951 : Screen Snapshots: The Great Director
- 1951 : Screen Snapshots: Jimmy McHugh's Song Party
- 1951 : Screen Snapshots: Hopalong in Hoppy Land
- 1951 : Screen Snapshots: Hollywood Goes Western
- 1952 : Screen Snapshots: Memories of Famous Hollywood Comedians
- 1952 : Screen Snapshots: Meet Mr. Rhythm, Frankie Laine
- 1952 : Screen Snapshots: Hollywood's Mr. Movies
- 1952 : Screen Snapshots: Hollywood Night Life
- 1952 : Screen Snapshots: Memorial to Al Jolson
- 1952 : Screen Snapshots: Fun in the Sun
- 1953 : Screen Snapshots: Spike Jones in Hollywood
- 1953 : Screen Snapshots: Mickey Rooney - Then and Now
- 1953 : Screen Snapshots: Ha! Ha! From Hollywood
- 1953 : Screen Snapshots: Out West in Hollywood
- 1953 : Screen Snapshots: Hollywood's Greatest Comedians
- 1953 : Screen Snapshots: Hollywood's Pair of Jacks
- 1953 : Screen Snapshots: Hollywood Stunt Men
- 1953 : Screen Snapshots: Hollywood Laugh Parade
- 1953 : Screen Snapshots: Men of the West
- 1953 : Screen Snapshots: Hollywood's Great Entertainers
- 1954 : Screen Snapshots: Memories in Uniform
- 1954 : Screen Snapshots: Hollywood Stars to Remember
- 1954 : Screen Snapshots: Hollywood Goes to Mexico
- 1954 : Screen Snapshots: Hula from Hollywood
- 1954 : Screen Snapshots: Hollywood's Invisible Man
- 1954 : Screen Snapshots Series 33, No. 10: Hollywood Grows Up
- 1954 : Screen Snapshots: Hollywood Stars on Parade
- 1954 : Screen Snapshots: Hollywood Life
- 1955 : Screen Snapshots Series 34, No. 6: Hollywood Shower of Stars
- 1955 : Screen Snapshots: Hollywood Cowboy Stars
- 1955 : Screen Snapshots: Hollywood Plays Golf
- 1955 : Screen Snapshots: Hollywood Beauty
- 1955 : Screen Snapshots: The Great Al Jolson
- 1955 : Screen Snapshots: Hollywood Bronc Busters
- 1955 : Screen Snapshots: Hollywood Premiere
- 1955 : Screen Snapshots: Ramblin' Round Hollywood
- 1956 : Fabulous Hollywood
- 1956 : Screen Snapshots: Playtime in Hollywood
- 1956 : Screen Snapshots: Hollywood Small Fry
- 1956 : Screen Snapshots: Hollywood, City of Stars
- 1957 : Screen Snapshots: Hollywood Star Night
- 1957 : The Heart of Show Business
- 1957 : Hollywood Glamour on Ice
- 1958 : Glamorous Hollywood
- 1958 : Rock 'Em Cowboy

### comme Scénariste
- 1932 : Screen Snapshots
- 1932 : Screen Snapshots
- 1935 : Screen Snapshots Series 14, No. 6
- 1939 : Screen Snapshots Series 18, No. 9: Stars on Horseback
- 1939 : Screen Snapshots Series 18, No. 10: Stars at a Charity Ball
- 1940 : Screen Snapshots: Seeing Hollywood
- 1940 : Screen Snapshots Series 19, No. 5: Hollywood at Home
- 1940 : Screen Snapshots Series 19, No. 6
- 1941 : Screen Snapshots Series 21, No. 2
- 1941 : Screen Snapshots Series 21, No. 4
- 1942 : Screen Snapshots Series 21, No. 6
- 1945 : Screen Snapshots 25th Anniversary
- 1945 : Screen Snapshots Series 25, No. 2: Radio Shows
- 1945 : Screen Snapshots Series 25, No. 3: Fashions and Rodeo
- 1945 : Screen Snapshots Series 25, No. 4: Hollywood Celebrations
- 1946 : Screen Snapshots Series 25, No. 5: Movie Stuntmen and Doubles
- 1946 : Screen Snapshots Series 25, No. 6: Wendell Niles and Don Prindle Show
- 1946 : Screen Snapshots Series 25, No. 8: Looking Back
- 1946 : Screen Snapshots Series 25, No. 10: Famous Fathers and Sons
- 1946 : Screen Snapshots No. 1: Radio Characters
- 1946 : Screen Snapshots No. 2: Looking Down on Hollywood
- 1946 : Screen Snapshots: The Skolsky Party
- 1947 : Screen Snapshots No. 5
- 1947 : Screen Snapshots No. 6
- 1947 : Screen Snapshots: Holiday in Las Vegas
- 1947 : Screen Snapshots: Famous Hollywood Mothers
- 1947 : Screen Snapshots: Hollywood Cowboys
- 1948 : A Lass in Alaska
- 1949 : Screen Snapshots: Vacation at Del Mar
- 1949 : Screen Snapshots: Hollywood's Happy Homes
- 1949 : Screen Snapshots: Spin That Platter
- 1949 : Screen Snapshots: Motion Picture Mothers, Inc.
- 1949 : Screen Snapshots: Disc Jockeys, U.S.A
- 1949 : Screen Snapshots: Hollywood Rodeo
- 1950 : Screen Snapshots: The Great Showman
- 1950 : Screen Snapshots: Famous Cartoonists
- 1950 : Screen Snapshots: Hollywood Ice Capades Premiere
- 1950 : Screen Snapshots: Hollywood's Famous Feet
- 1950 : Screen Snapshots: Thirtieth Anniversary Special
- 1951 : Screen Snapshots: Reno's Silver Spur Awards
- 1952 : Screen Snapshots: Memories of Famous Hollywood Comedians
- 1952 : Screen Snapshots: Fun in the Sun
- 1953 : Screen Snapshots: Mickey Rooney - Then and Now
- 1953 : Screen Snapshots: Ha! Ha! From Hollywood
- 1953 : Screen Snapshots: Out West in Hollywood
- 1953 : Screen Snapshots: Hollywood Stunt Men
- 1953 : Screen Snapshots: Men of the West
- 1953 : Screen Snapshots: Hollywood's Great Entertainers
- 1954 : Screen Snapshots: Memories in Uniform
- 1954 : Screen Snapshots: Hollywood Stars to Remember
- 1954 : Screen Snapshots: Hollywood Goes to Mexico
- 1954 : Screen Snapshots: Hula from Hollywood
- 1954 : Screen Snapshots: Hollywood's Invisible Man
- 1954 : Screen Snapshots Series 33, No. 10: Hollywood Grows Up
- 1954 : Screen Snapshots: Hollywood Stars on Parade
- 1954 : Screen Snapshots: Hollywood Life
- 1955 : Screen Snapshots: Hollywood Cowboy Stars
- 1955 : Screen Snapshots: Hollywood Plays Golf
- 1955 : Screen Snapshots: Hollywood Beauty
- 1955 : Screen Snapshots: The Great Al Jolson
- 1955 : Screen Snapshots: Hollywood Premiere
- 1955 : Screen Snapshots: Ramblin' Round Hollywood
- 1956 : Fabulous Hollywood
- 1956 : Screen Snapshots: Playtime in Hollywood
- 1956 : Screen Snapshots: Hollywood Small Fry
- 1956 : Screen Snapshots: Hollywood, City of Stars
- 1957 : Screen Snapshots: Hollywood Star Night
- 1957 : The Heart of Show Business
- 1957 : Hollywood Glamour on Ice
- 1958 : Glamorous Hollywood
- 1958 : Rock 'Em Cowboy

### comme Acteur
- 1942 : Screen Snapshots Series 21, No. 6 : Narrateur
- 1947 : Screen Snapshots: Laguna, U.S.A. : Narrateur
- 1947 : Screen Snapshots Series 27, No. 3: Out of This World Series : Narrateur
- 1947 : Screen Snapshots: Off the Air : Narrateur